# 上天草警察署
上天草警察署（かみあまくさけいさつしょ）は、熊本県警察所管の警察署である。

## 所管区域
- 上天草市（旧天草郡大矢野町・松島町・姫戸町・龍ヶ岳町）

## 所在地
- 熊本県上天草市大矢野町中11582番地3

## アクセス
- 国道266号沿い
- 最寄バス停：産交バス「天草四郎公園前」バス停

## 沿革
- 1969年4月1日 - 三角警察署と松島警察署を合併して熊本県大矢野警察署を新設。管轄区域は天草郡大矢野町、松島町、姫戸町、宇土郡三角町。[1]
- 2004年3月31日 - 天草郡の4町（大矢野・松島・姫戸・龍ヶ岳）が合併し、「上天草市」が誕生。これに伴い「熊本県大矢野警察署」から「熊本県上天草警察署」に名称を変更し、龍ヶ岳町の区域の管轄が本渡警察署から変更。
- 2005年1月15日 - 宇城市の発足に伴い、三角町の区域の管轄が宇城警察署（旧・松橋警察署）に変更。

## 交番・駐在所
| 名称         | 読み         | 所在地                   |
| ------------ | ------------ | ------------------------ |
| 松島交番     | まつしま     | 上天草市松島町合津7914-7 |
| 姫戸駐在所   | ひめど       | 上天草市姫戸町姫浦909-59 |
| 龍ヶ岳駐在所 | りゅうがたけ | 上天草市龍ヶ岳高戸2861-5 |